# Passaggio per pesci

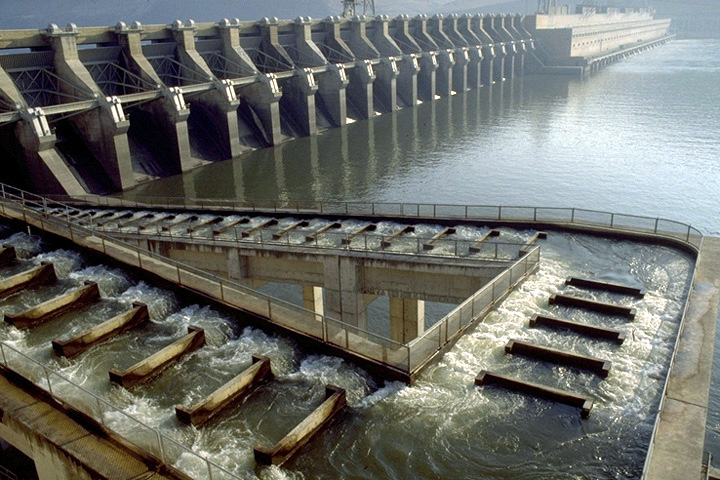
Scala asservita alla diga John Day sul fiume Columbia (USA)

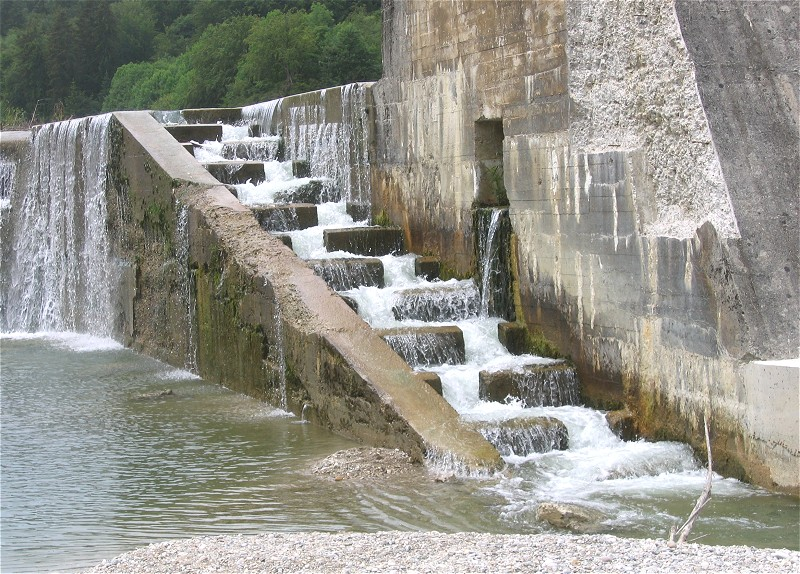
Scala per pesci asservita allo sbarramento sull'Isar, nei pressi di Pullach, in Germania

Il passaggio per pesci è un'opera di ingegneria idraulica realizzata lungo fiumi o corsi d'acqua, in corrispondenza di sbarramenti artificiali, come briglie o dighe. Denominazioni alternative sono "scala di rimonta", "scala di risalita", o "scala per pesci".
Lo scopo del dispositivo è quello di permettere ai pesci di percorrere la corrente del fiume sia in risalita che in discesa. Il passaggio per pesci crea infatti un corridoio biologico che permette all'ittiofauna di raggiungere i siti di riproduzione, superando quegli ostacoli artificiali che, frapponendosi agli spostamenti, mettono a rischio la sopravvivenza della specie.
Il passaggio per pesci risolve anche altre situazioni critiche che incidono negativamente sul cosiddetto continuum fluviale:
- la frammentazione ambientale;
- la creazione di popolamenti isolati, con scarso interscambio genetico e la forte probabilità di estinzione dell'intero gruppo a fronte di malattie o altri eventi;
- l'impossibilità di accedere a tratti d'acqua migliori sotto il punto di vista dell'ossigenazione e del trofismo alimentare;
- le scarse possibilità di ripristino di popolamenti isolati a seguito dei depauperamenti dovuti agli effetti delle piene.

## Caratteristiche

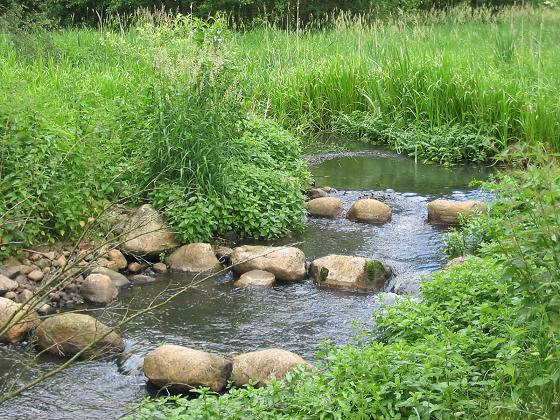
Passaggio naturale nel Brandeburgo, sul fiume Schlatbach

Il dispositivo si presenta spesso, schematicamente, come una successione di piccoli bacini adiacenti comunicanti, disposti su livelli crescenti, che, come gradini di una sorta di "scala", permettono ai pesci migratori (anguilla, alosa, salmone) di effettuare la risalita della corrente.
Perché siano efficaci, le scale per pesci devono possedere alcune caratteristiche che ne condizionano il progetto.
- La portata d'acqua deve essere almeno pari al minimo deflusso vitale (DMV), tra l'1% e il 5% della portata complessiva del corso d'acqua[2].
- Per migliorare l'accessibilità, evitando l'effetto "cruna dell'ago", deve essere posta una particolare cura nella collocazione, che deve essere in prossimità delle sponde del corso d'acqua, dove la velocità di deflusso è minore[2]. Il punto di accesso deve inoltre essere quanto più vicino possibile all'ostacolo[2]. Se l'ostacolo è in prossimità di una curva del fiume, i pesci che nuotano lungo o dentro la corrente arrivano all'ostacolo in prossimità della riva concava del meandro, quella più erosa, dove deve essere collocato il passaggio[3]. Se lo sbarramento non è perpendicolare alle rive, i pesci in risalita tendono ad affollarsi nell'angolo acuto più a monte, che diventa il collo di bottiglia del sistema, in prossimità del quale, di conseguenza, va posizionato il passaggio[3].
- Poiché i pesci migratori sono guidati dalla percezione della corrente[3] (rispetto alla quale, a seconda della taglia e delle abilità natatorie, essi nuotano all'interno o lungo i bordi), un fattore importante è la velocità dell'acqua in uscita dal passaggio, che dovrà essere sufficientemente intensa da invitare i pesci a percorrerla controcorrente: essa dovrà variare da un minimo di circa 1 m/s fino a un massimo dipendente dalle specie ittiche di cui si vuol permettere il transito[2] (da 0,8 a 2 m/s secondo le linee guida FAO[4]).

## Tipologie

Simbolo del passaggio per pesci, comune in molte piantine topografiche

Sostanzialmente, le scale per pesci sono di tre tipi:
- Canali artificiali di aggiramento, dette anche scale rustiche
- Scale a bacini successivi
- Scale a rallentamento (o tipo Denil)

A questi tre tipi fondamentali si aggiunge una quarta tipologia, completamente diversa, quella dell'ascensore per pesci: a rigore l'ascensore non è nemmeno annoverabile tra le "scale", dal momento che si tratta, infatti, di un dispositivo meccanico, peraltro molto più costoso, la cui scelta si rende obbligata solo di fronte alla necessità di superare dislivelli enormi.

### Scale

#### Scala rustica

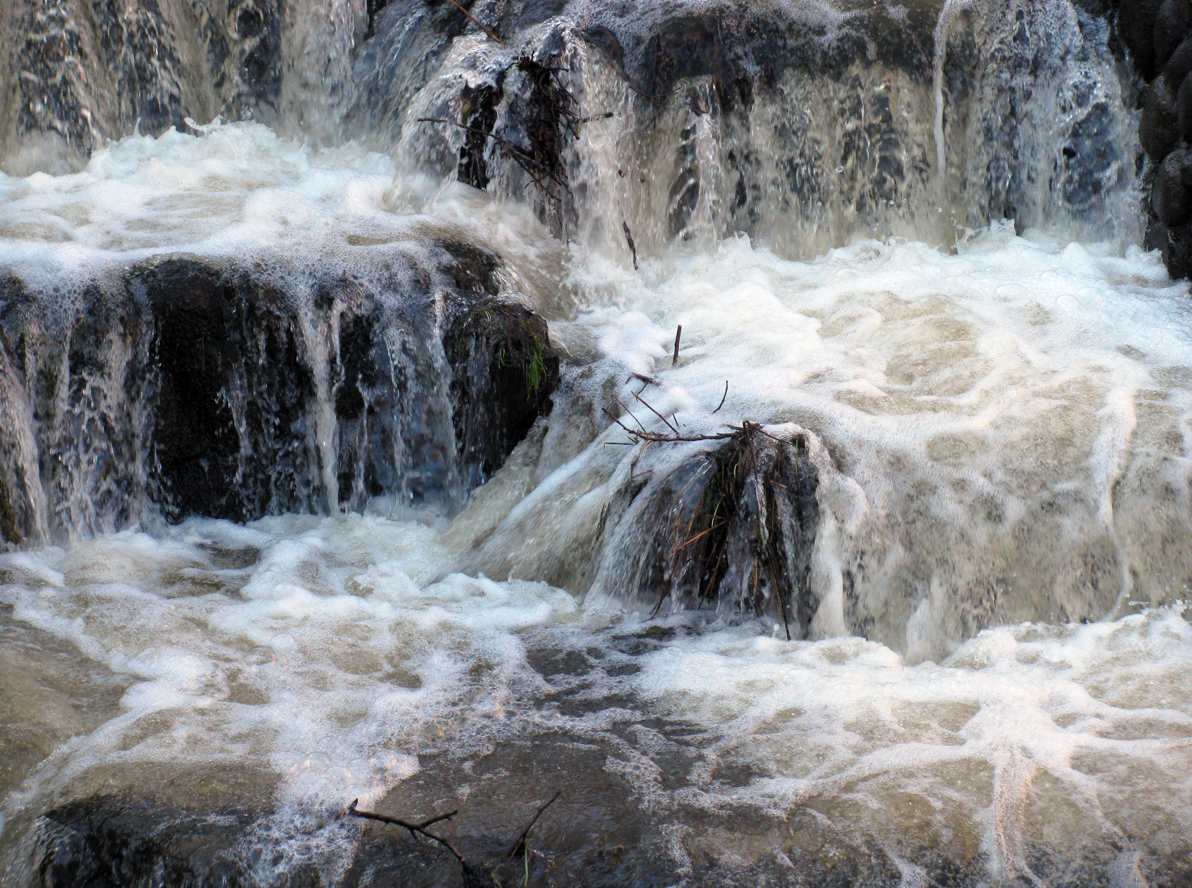
"Scala rustica" sul torrente Elling Å, a Vendsyssel-Thy, in Danimarca, Jutland settentrionale

La scala rustica è un canale di aggiramento dell'ostacolo realizzato come una sorta di ruscello artificiale, costruito con la posa di materiali inerti, come massi e pietre naturali di grossa dimensione.
Gli elementi fondamentali sono tre: il canale di scivolo, con pendenze tra il 5 e il 10%, le barriere di massi, che ostacolano il flusso dell'acqua e dissipano l'energia meccanica veicolata, e la presenza di aree che consentono ai pesci la sosta durante la risalita.
Alcune caratteristiche degne di nota rendono la scala rustica la scelta migliore in varie situazioni: la semplicità e l'economicità di realizzazione, che rendono la tipologia più competitiva rispetto a tutte le altre; la versatilità, che le rende adatte a varie situazioni, con efficacia per tutte le specie di pesci; il basso impatto ambientale, grazie ai materiali naturali utilizzati e alla morfologia che riproduce quella dei corsi d'acqua naturali; l'assenza pressoché totale di manutenzione, dal momento che il deposito di materiali raramente è in grado di ostruire completamente i passaggi tra i grossi massi.
Le scale rustiche incontrano il loro limite nella bassa pendenza superabile, pari a circa il 5-10%. Per dislivelli altimetrici che comportano pendenze superiori, le scale rustiche devono essere abbandonate in favore di altre opzioni più dispendiose.

#### Scala a bacini successivi

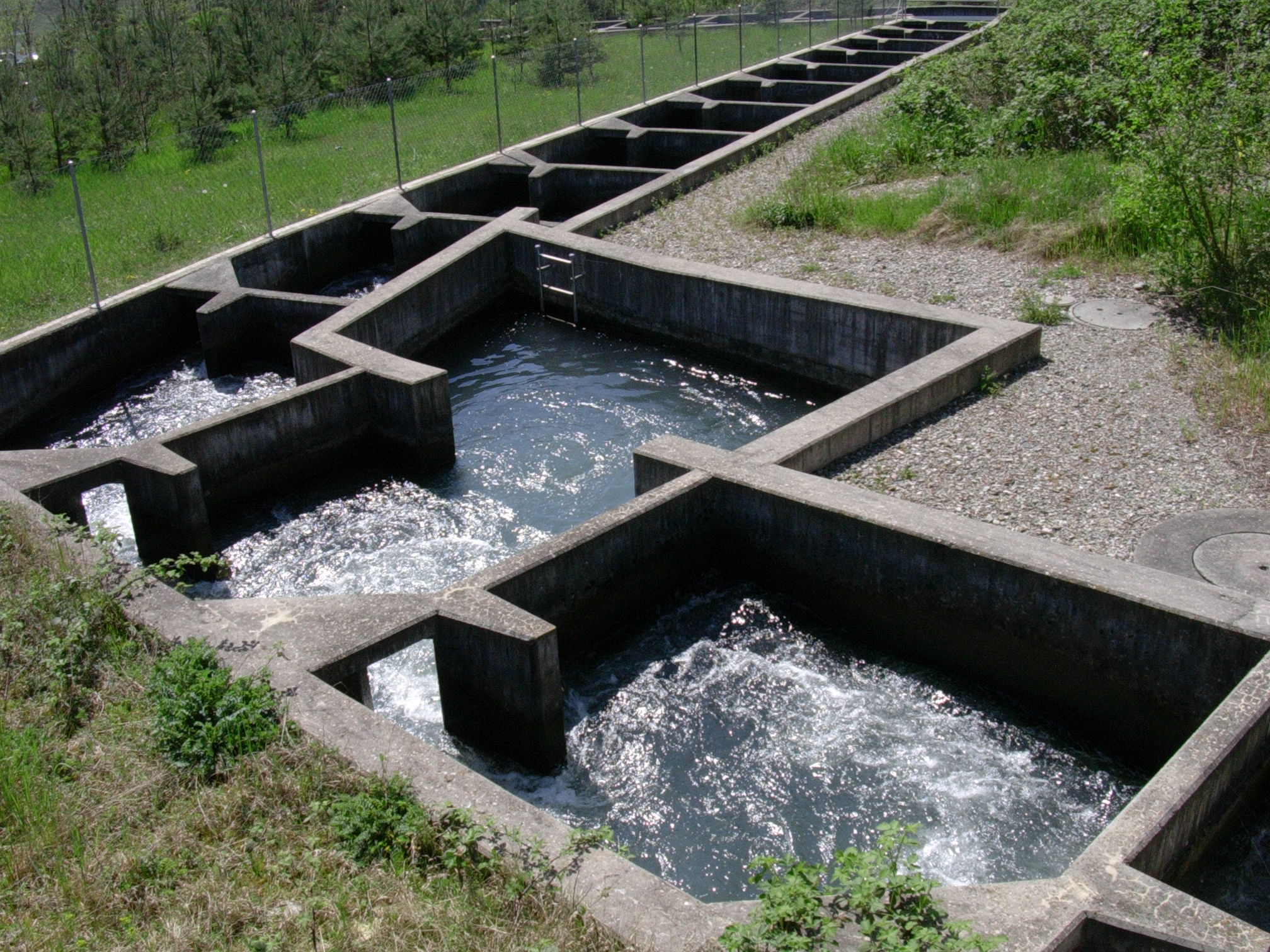
Scala a bacini digradanti. Sbarramento sul Rodano a Verbois, presso Ginevra

Lo schema prevede una successione di bacini intercomunicanti posti a intervalli regolari e a diverse altezze. Il passaggio da un bacino all'altro è garantito da aperture di vario tipo: l'efflusso dell'acqua attraverso le aperture dissipa inoltre l'energia cinetica e realizza delle zone di sosta per i pesci.
Per rendere intercomunicanti i bacini possono essere realizzate delle aperture larghe a sfioro in prossimità della superficie del bacino, o delle fessure verticali (la cui luce dovrà tener conto delle dimensioni delle specie ittiche), o, infine, degli orifizi praticati sul fondo del bacino. Rispetto alle aperture superficiali, le fessure verticali, con la loro maggiore profondità, sono più versatili in caso di ampia variabilità della portata idrodinamica. Nel caso siano previsti orifizi di fondo, questi, essendo sempre immersi, non risentono affatto delle variazioni di portata ma, di converso, richiedono monitoraggio continuo e manutenzione periodica, al fine di identificare e rimuovere eventuali ostruzioni.
Anche gli stessi comparti vanno periodicamente controllati per l'eventuale accumulo di materiale trascinato dalla corrente: una manutenzione straordinaria dovrà essere sempre compiuta, poi, in seguito ad alluvioni e straripamenti. In generale, più tecnica e meno naturale è la costruzione, maggiore è l'onere di manutenzione richiesto.
Inoltre, essendo normalmente realizzate in muratura, o in cemento, le scale a bacini hanno un costo e un impatto ambientale più elevato.

#### Scala a rallentamento (tipo Denil)

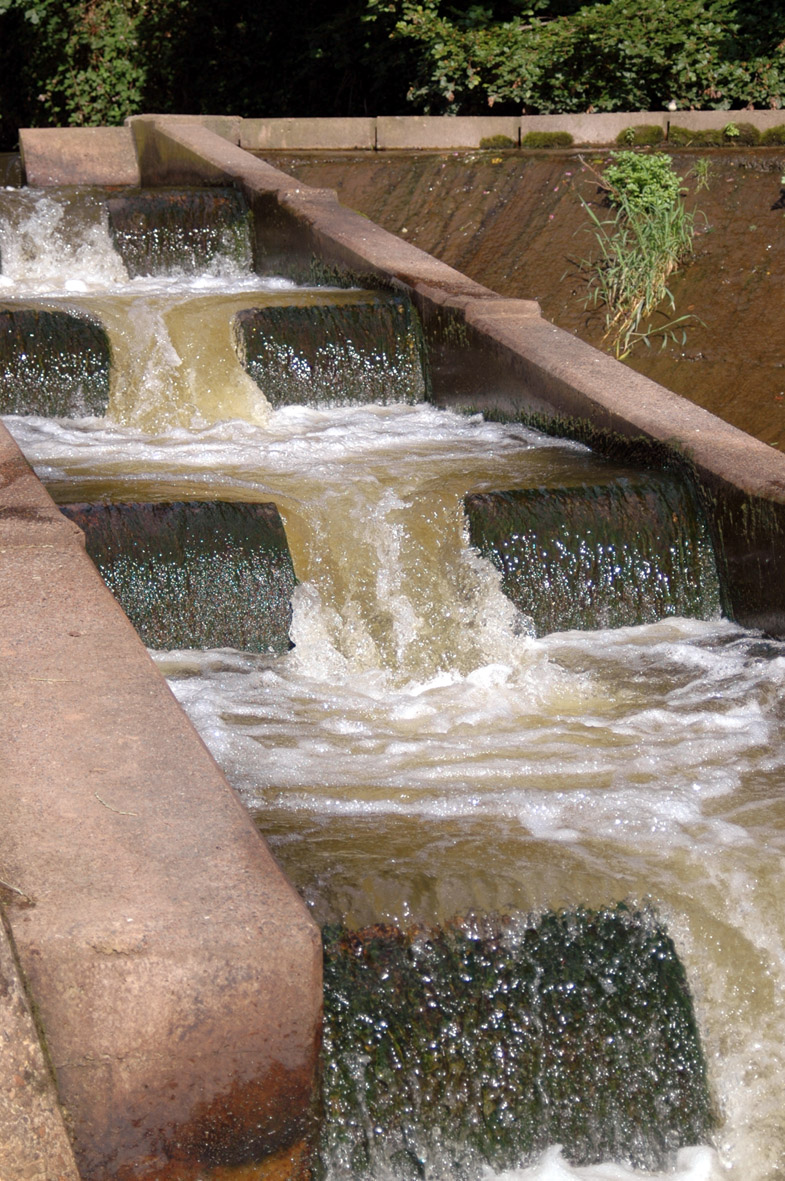
Scala di Denil, con deflettori inclinati, sul fiume Otter, Inghilterra

Si tratta di un canale di scivolo che tende a rallentare la velocità idrodinamica attraverso l'azione di una serie di deflettori inclinati (o quinte) posti in successione, normalmente sul fondo del canale o sulle due pareti laterali: quest'ultima configurazione è più indicata in caso di ampie variazione della profondità dell'acqua. In altri casi, i deflettori sono presenti sia sul fondo sia sulle pareti, seppure al prezzo di una più onerosa manutenzione.
I deflettori, realizzati normalmente in metallo (acciaio inox o ferro zincato), dello spessore di circa 8–10 mm, sono disposti a intervalli di circa 0,6/1 m. Per contrastare il deflusso dell'acqua, i deflettori dovranno essere inclinati verticalmente verso monte, con un angolo, tipicamente, di 45°.
In base alle dimensioni, alle modalità di realizzazione, alla profondità dell'acqua, la presenza del canale centrale le rende utilizzabili, in alcuni casi, anche come canali di risalita per imbarcazioni.
L'intervallo di pendenze per cui è utilizzabile la scala Denil varia tra il 12% e il 20%.

#### Scala per anguille
I passaggi per anguille sono dedicati a una singola specie, e agiscono in una sola fase, quella della risalita.
Sono costituite da canalette in polietilene della larghezza di circa 30–50 cm, su cui è posato un sottofondo di ghiaia. Dal fondo si dipartono delle setole sintetiche che hanno lo scopo di rallentare il flusso idrodinamico e di permettere alle anguille di risalire la corrente sfregando le spazzole. Permettono di superare pendenze da 1:5 a 1:10 Possono essere usate anche in abbinamento con altri passaggi per pesci.

### Canali by-pass
Una tipologia diversa consiste nel creare un canale artificiale che bypassa lo sbarramento. Si tratta di un vero e proprio corso d'acqua, spesso con un notevole grado di naturalità, che si snoda a lato della sponda del fiume principale. Permette di superare dislivelli fino a circa 2 metri, ma deve svilupparsi su una lunghezza sufficiente a mantenere pendenze inferiori a 1:20. La larghezza minima deve essere di circa 1,2-1,5 metri, con una portata di circa 100 litri/secondo per ogni metro di larghezza.
Tra i vantaggi vi è la relativa economicità, nonostante la necessità di opere per la regolazione del flusso. Altro vantaggio è costituito dall'accessibilità a tutte le specie. Tra gli svantaggi, vi è la lunghezza del percorso necessario a mantenere basse le pendenze (e l'ampiezza dello spazio occupato), con la conseguente necessità di passaggi che permettano il superamento del canale a pedoni, veicoli, e mezzi meccanici.

### Passaggi monitorati

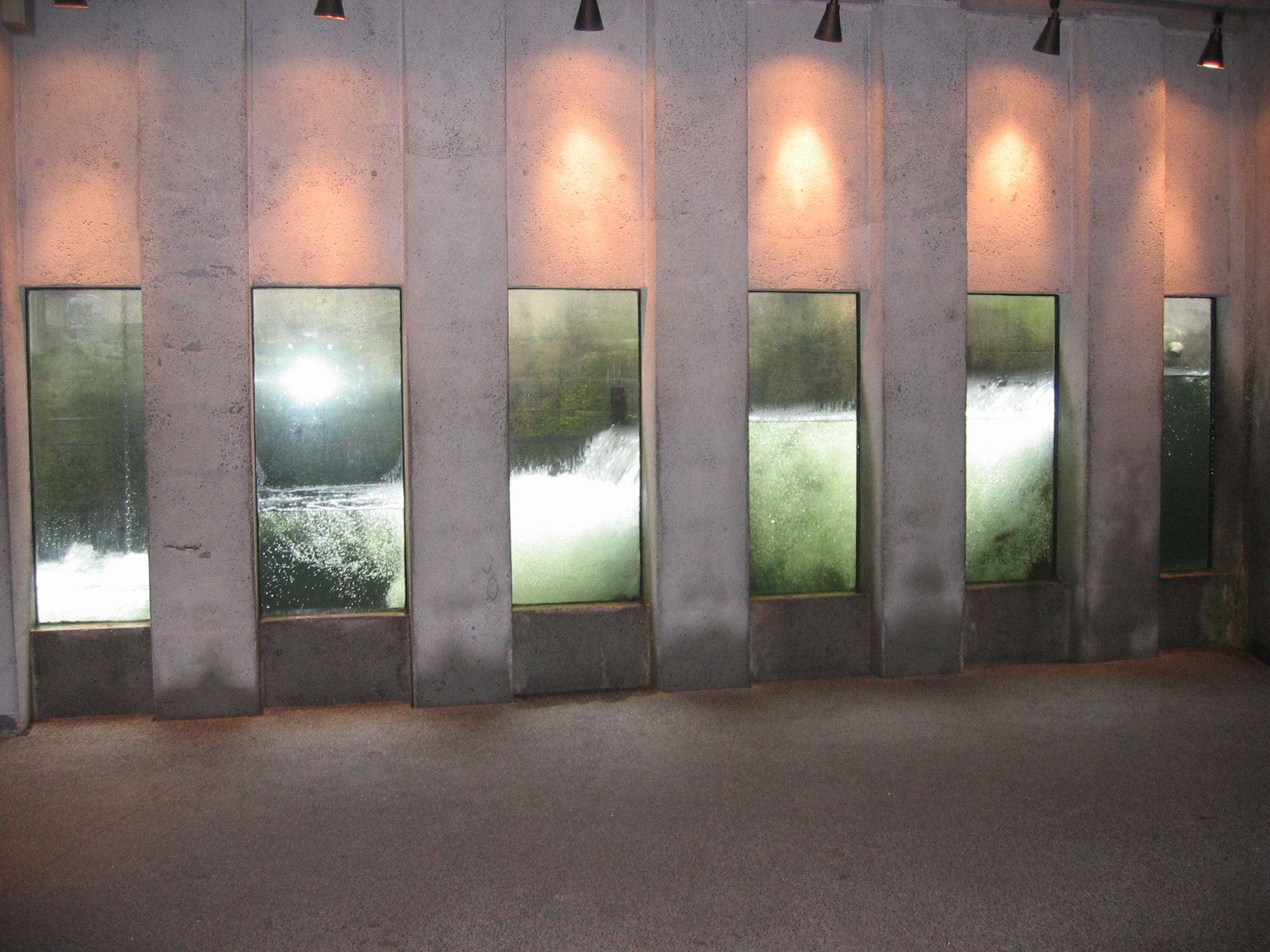
Passaggio con finestre a vetri per il monitoraggio. Canada, Capilano River Regional Park

Col tempo, lo sviluppo tecnologico ha reso relativamente facile l'implementazione di una fase importante nello studio, nella progettazione, e nella vita operativa dei passaggi per pesci. Si tratta del monitoraggio degli effetti sugli spostamenti della fauna ittica. Le tecnologie sono molteplici, affinatesi nel corso del tempo grazie alla crescente disponibilità di tecnologia:
- Monitoraggio con finestre accessibili al personale addetto.
- Cattura, marcatura e ricattura di esemplari in transito.
- Monitoraggio con telecamere e contatori automatici.
- Applicazione di sensori elettronici in grado di effettuare la conta dei passaggi di esemplari rilevandone al contempo il verso di transito.
- Applicazione di radioemettitori o di microchip sul corpo dei pesci.

### Ascensore per pesci

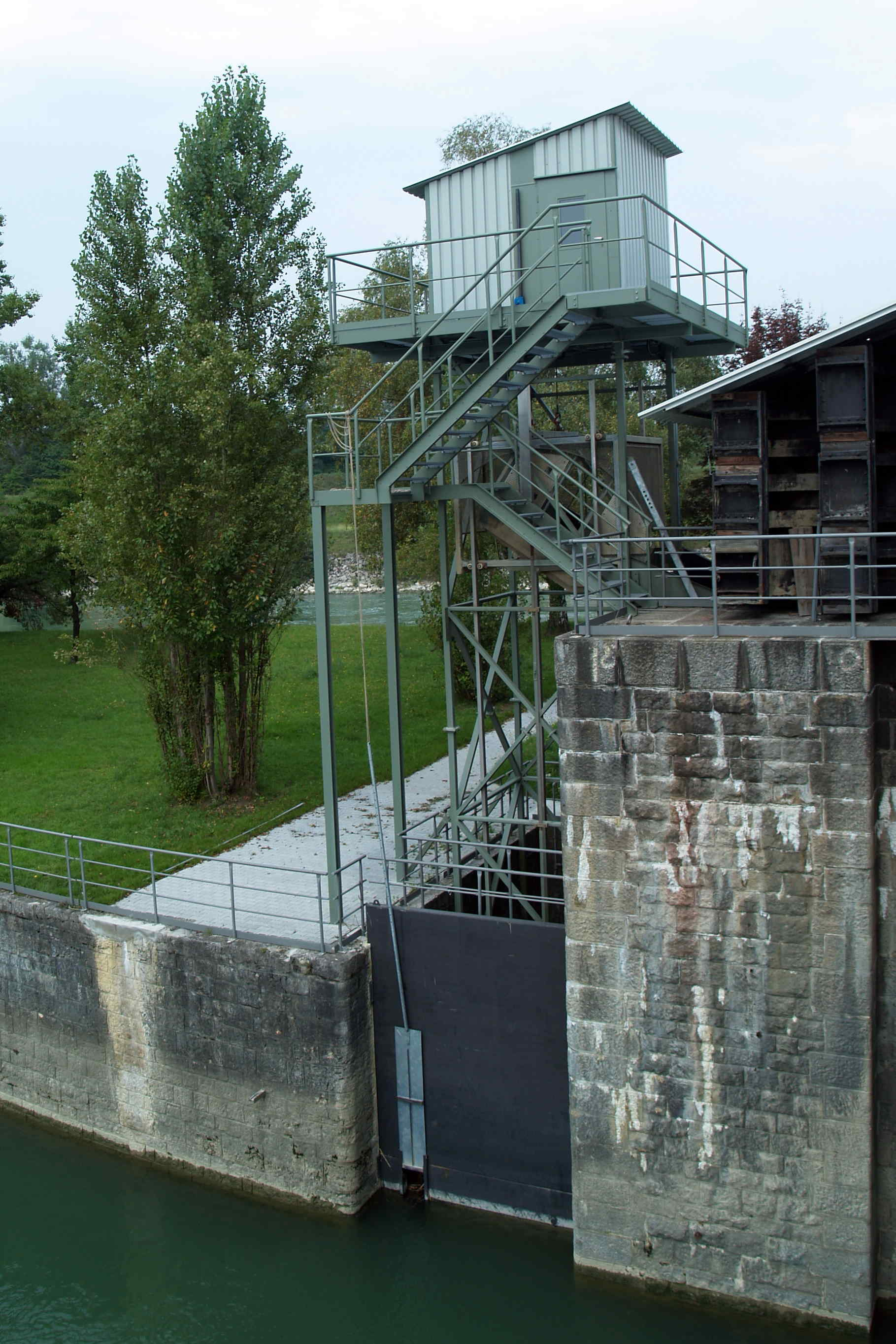
Ascensore per pesci alla centrale idroelettrica Augst/Wyhlen

A queste tre tipologie se ne aggiunge una quarta, a esse non assimilabile in quanto di tipo concettualmente diverso: si tratta di un dispositivo meccanico di sollevamento, detto ascensore per pesci. 
Il dispositivo intrappola i pesci a valle dello sbarramento e li solleva meccanicamente in altezza, per rilasciarli a monte, direttamente nel corso d'acqua, attraverso uno scivolo, o indirettamente, attraverso un canale di collegamento.
Molto più costoso di tutte le altre soluzioni, l'ascensore per pesci si rende la scelta obbligata quando è necessario il superamento di dislivelli molto elevati.

## Situazione nel mondo
Le prime attenzioni al problema sembrano risalire al Regno Unito dell'Ottocento: fu proprio l'obbligo a tenere periodicamente aperte le chiuse, per permettere il passaggio dei pesci, a spingere un certo Smith, proprietario di un opificio alimentato ad acqua sul fiume Teith, a ideare qualcosa che permettesse di sfruttare al massimo la chiusa: vi realizzò per questo un passaggio sempre aperto che non obbligasse all'apertura periodica.
Con il tempo, l'obbligo di apertura di un passaggio è stato incorporato nella legislazione avanzata di molti paesi, ma la sua diffusione non è ancora capillare, soprattutto sulle opere idrauliche di sbarramento più datate e in quei paesi in cui non è sufficientemente sviluppata la sensibilità sulle tematiche ambientali e biologiche. In molti paesi, la situazione è migliore per la presenza di una specifica autorità dedita espressamente alla pianificazione, sviluppo e controllo di tali opere idrauliche.
È disponibile, a livello internazionale, un'eccellente manualistica tecnica e scientifica di riferimento, disponibile in varie lingue, come il francese e l'inglese.
Da giugno 2006, la FAO, Food and Agriculture Organization delle Nazioni Unite, attraverso la sua European Inland Fisheries Advisory Commission (EIFAC) ha destinato uno specifico «gruppo di lavoro a livello Europeo sui passaggi per pesci, denominato “Working Party on Fish Passage Best Practices”, con la finalità di riorganizzare i criteri pianificatori, tecnici, gestionali e classificatori che caratterizzano la progettazione dei passaggi per pesci, opere di ingegneria idraulica ormai ritenute essenziali per la tutela della biodiversità in tutti i corsi d'acqua europei ed extra-europei». Il gruppo di studio prevede la partecipazione di tecnici provenienti da paesi dell'Unione europea, ma è allargata anche alla partecipazione di stati non membri, come Svizzera, Islanda, Norvegia, Albania, Serbia, Turchia e Israele.

### Situazione in Italia
In Italia la presenza di dispositivi di risalita in prossimità degli sbarramenti idrici sarebbe obbligatoria già dal 1914, con il Regio Decreto 1486 ("Regolamento per la pesca fluviale e lacuale"). L'obbligo viene ribadito nel 1931 dall'art. 10 del "Testo Unico delle leggi sulla pesca" (R.D. 8/10/1931, n. 1604).
I più antichi impianti di rimonta italiani risalgono agli anni novanta dell'Ottocento: il primo di essi fu messo in opera a Sesto Calende, sul corso del Ticino, nel 1891, per superare lo sbarramento della diga sul Canale Villoresi. Altri impianti seguirono negli anni successivi: sul fiume Adda (nel 1893, presso Robbiate e Paderno d'Adda), sul Lambro a Cerro, sul Tanaro, sul Parma, sull'alto corso del Mella.
I primi segnali di attenzione al fenomeno risalgono al 1910, con la pubblicazione di un articolo, «Le Scale di monta», pubblicato da Luigi Orsenigo sul "Bollettino della Società Lombarda per la pesca e l'acquicoltura". Pochi anni dopo, l'argomento fu oggetto di trattazione da parte di Felice Supino, nel manuale Idrobiologia applicata, pubblicato da Hoepli.
Ne seguì un vuoto di interesse durato decenni, con un risveglio nel 1984, che si concretizzò in un convegno organizzato a Modena dall'amministrazione provinciale, a cui diedero un contributo determinante alcune istituzioni politiche non italiane, come il Ministero dell'ambiente francese, inglese e il Land tedesco del Baden-Württemberg. Fecero seguito ulteriori convegni (Milano 1985, Modena 1989) che determinarono un processo che portò all'elaborazione di una pubblicazione di linee guida per un'efficace messa in servizio dei dispositivi di rimonta, a opera di un comitato scientifico composto da esperti italiani e stranieri (Linee guida per il corretto approccio metodologico alla progettazione di passaggi per pesci). La pubblicazione fu presentata ufficialmente al 7º convegno tenuto a Modena il 16 marzo 2006.
Una circostanza sfavorevole è, in Italia, a differenza di altri paesi, la mancanza di un'autorità che si occupi di pianificazione, sviluppo, controllo e collaudo di tali dispositivi. Manca, inoltre, una manualistica di riferimento in italiano, paragonabile per qualità a quella disponibile internazionalmente. Per questo motivo, anche le lodevoli iniziative locali, non si inseriscono nel più ampio "contesto di una pianificazione organica della riapertura dei corridoi migratori nei bacini idrografici nazionali".
Per questa serie di motivi, la situazione in Italia è particolarmente grave, dal momento che l'obbligo di legge è vanificato di fatto dal comportamento elusivo e "impermeabile" dei vari soggetti, come amministrazioni dello stato, enti pubblici, enti locali, consorzi di bonifica, aziende private, per i quali è prassi normale realizzare opere idrauliche di sbarramento senza alcuna previsione di dispositivi per agevolare la rimonta. L'effetto è che le realizzazioni pratiche di dispositivi di rimonta rimangono pochissime, facendo dell'Italia il «fanalino di coda» dei paesi sviluppati per quanto riguarda questo tipo di attenzioni faunistiche.

### Testi
- Autorità di bacino regionale del Friuli Venezia Giulia, Passaggi per pesci – Considerazioni generali (PDF), agosto 2006 (archiviato dall'url originale il 23 maggio 2012).
- (EN) Fishery Board for Scotland, Annual Report of the Fishery Board of Scotland, 1890.
- (EN) Office Of Technology Assessment Washington DC, Fish passage technologies : protection at hydropower facilities., DIANE Publishing,  pp. 9 e ss., ISBN 978-1-4289-2016-3.
- (DE) Michael Hütte, Ökologie und Wasserbau., Braunschweig, Vieweg, 2003, ISBN 3-528-02583-2.
- (DE) Werner Kraus, Heinz Patt e Peter Jürging, Naturnaher Wasserbau: Entwicklung und Gestaltung von Fließgewässern, Berlin, Springer, 2004, ISBN 3-540-20095-9.
- (EN) Ugo Maione, Beatrice Majone Lehto e Rossella Monti, New trends in water and environmental engineering for safety and life: eco-compatibile solutions for aquatic environments : proceedings of an International Conference, Capri, Italy, 3-7 July 2000, Taylor & Francis, 1º gennaio 2000,  pp. 12 e ss., ISBN 978-90-5809-138-3.
- (EN) Popular Mechanics: Fishway Built for Salmon to Pass over Dam, Hearst Magazines, giugno 1937,  pp. 895-896, ISSN 00324558 (WC · ACNP).

### Riviste
- Mauro Ferri, Enrico Pini Prato, Claudio Comoglio e Gerd Marmulla, La progettazione dei passaggi per pesci: il contributo italiano nella nuova commissione F.A.O. "Working Party On Fish Passage Best Practices" (PDF), in Studi Trentini di scienze naturali, n. 87, 2010,  pp. 33-37, ISSN 2035-7699 (WC · ACNP). URL consultato il 3 dicembre 2022 (archiviato il 3 dicembre 2022).
- (EN) USACE. URL consultato il 21 novembre 2015. Interventi su passaggi per pesci di US Army Corps of Engeneers
- (FR) M. Larinier, Les passes à poissons : méthodes et techniques générales, in La Houille Blanche, n. 1-2, gennaio 1987,  pp. 51-57.
- (FR) M. Larinier, Les passes à ralentisseur, in Bull. Fr. Pêche Piscic., n. 326-327, 1992,  pp. 73-94.
- (EN) M. Larinier, Fishways - General Considerations, in Bull. Fr. Pêche Piscic., supplemento al n. 364, 2002,  pp. 21-27.
- (EN) M. Larinier, Biological Factors to Be Taken into Account in the Design of Fishways, the Concept of Obstructions to Upstream Migration, in Bull. Fr. Pêche Piscic., supplemento al n. 364, 2002,  pp. 28-38.
- (EN) M. Larinier, Pool Fishways, Pre-Barrages and Natural Bypass Channels, in Bull. Fr. Pêche Piscic., supplemento al n. 364, 2002,  pp. 54-82.
- (EN) M. Larinier, Baffle Fishways, in Bull. Fr. Pêche Piscic., supplemento al n. 364, 2002,  pp. 83-101.